# NGC 2419
NGC 2419, auch bekannt als Intergalaktischer Wanderer, ist ein Kugelsternhaufen im Sternbild Luchs mit einem Durchmesser von 4'.

## Eigenschaften
7° nördlich und leicht östlich des Sterns Castor im Sternbild Zwillinge aufzufinden, ist NGC 2419 mit einer Helligkeit von 10,3 mag deutlich lichtschwächer als bekanntere Kugelsternhaufen wie Messier 13, kann aber bei guten Himmelsbedingungen ab 10 cm Teleskopöffnung beobachtet werden.
NGC 2419 befindet sich in einer Entfernung von ungefähr 285'000 Lichtjahren vom Sonnensystem und 300'000 Lichtjahren vom Galaktischen Zentrum. Erst spät wurde er trotz dieser großen Entfernung als zur Milchstraße gehörig erkannt. Für einen Umlauf um die Milchstraße benötigt er etwa 3 Milliarden Jahre.
Inzwischen wurden mit C 0422−213, AM-1, Palomar 3, Palomar 4 und Palomar 14 weitere gravitativ an die Milchstraße gebundene Kugelsternhaufen gefunden, die noch weiter entfernt sind als NGC 2419.

## Beobachtungsgeschichte

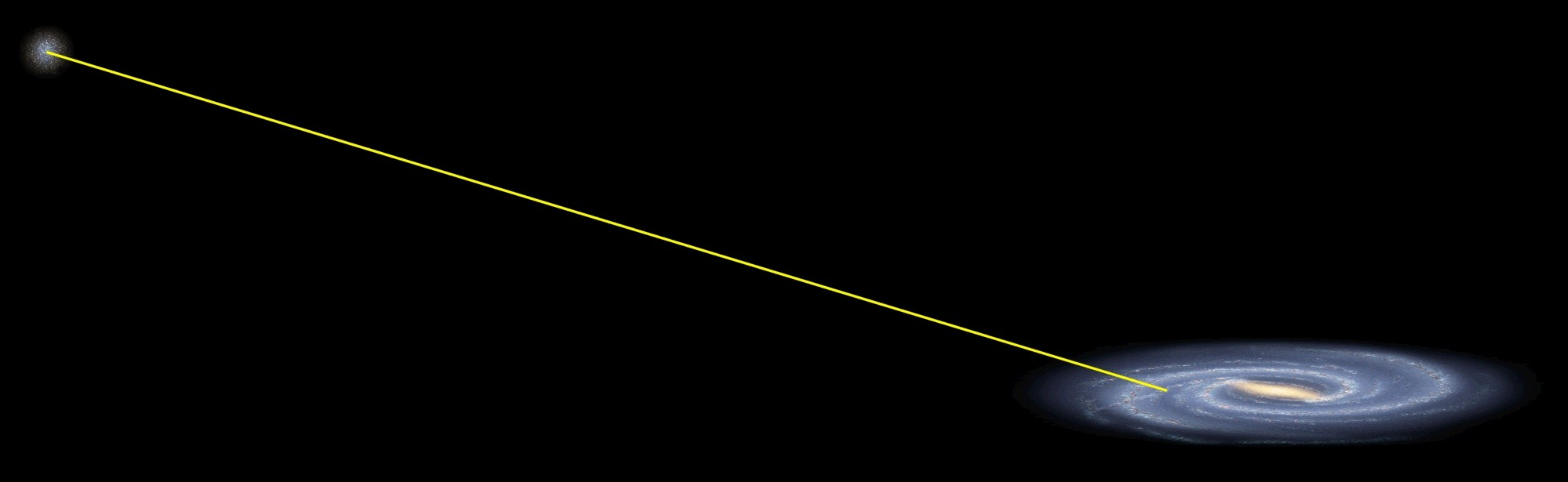
Schema zur Entfernung von NGC 2419 von der Milchstraße

NGC 2419 wurde von William Herschel am 31. Dezember 1788 entdeckt und als runder Fleck beschrieben. Erst Lord Rosse konnte ihn mit seinem Leviathan-Teleskop 1850 in Einzelsterne auflösen und sah ihn erstmals als möglichen Kugelsternhaufen an. Dies wurde 1922 von Carl Otto Lampland mit einer Aufnahme am Lowell-Observatorium endgültig bestätigt.
Harlow Shapley gab im selben Jahr eine erste Entfernungsschätzung mit 160'000 Lichtjahren an, welche Walter Baade am Mount-Wilson-Observatorium anhand der Untersuchung von RR-Lyrae-Sternen im Kugelsternhaufen auf 182'000 Lichtjahre erhöhte.
Aufgrund der damals noch nicht bekannten großen Abmessungen der Milchstraße und systematisch unterschätzter Entfernungen zu anderen Galaxien wie dem Andromedanebel gab Harlow Shapley NGC 2419 den Spitznamen Intergalactic Tramp, woraus später Intergalactic Wanderer wurde.